# Safonovo (oblast Smolensk)
Safonovo (Russisch: Сафоново) is een stad in de Russische oblast Smolensk. Het aantal inwoners ligt anno 2007 rond de 46.000 en is met zo'n 10.000 gedaald sinds het uiteenvallen van de Sovjet-Unie. Safonovo is tevens het centrum van het gelijknamige bestuurlijke rayon. De stad ligt aan de rivier Vopets (een zijrivier van de Dnjepr), 100 kilometer ten noordoosten van Smolensk. Safonovo ligt aan de federale autoweg M-1 tussen Moskou en Minsk. Ook heeft de stad een treinstation aan de spoorlijn tussen die steden. De stad herbergt een grote fabriek voor zware motoren en generatoren.
De geschiedenis van Safonovo gaat terug tot 1859, toen die naam voor het eerst genoemd werd. In 1918 werd Safonovo het centrum van de gelijknamlige volost, dat viel onder de oejezd Dorogoboezj. In 1929 werd Safonovo het centrum van het bestuurlijk district. Toen er in de jaren 30 bruinkool werd ontdekt en een mijnschacht werd geopend, nam het belang van de plaats toe; in 1938 kreeg Safonovo het predicaat nederzetting met stedelijk karakter. In 1952 werd de status van stad toegekend.
De omgeving van Safonovo heeft veel landgoederen die vroeger in het bezit waren van rijke, aristocratische families. Zo werd de bekende maarschalk Michail Toechatsjevski op landgoed Aleksandrovskoje geboren.

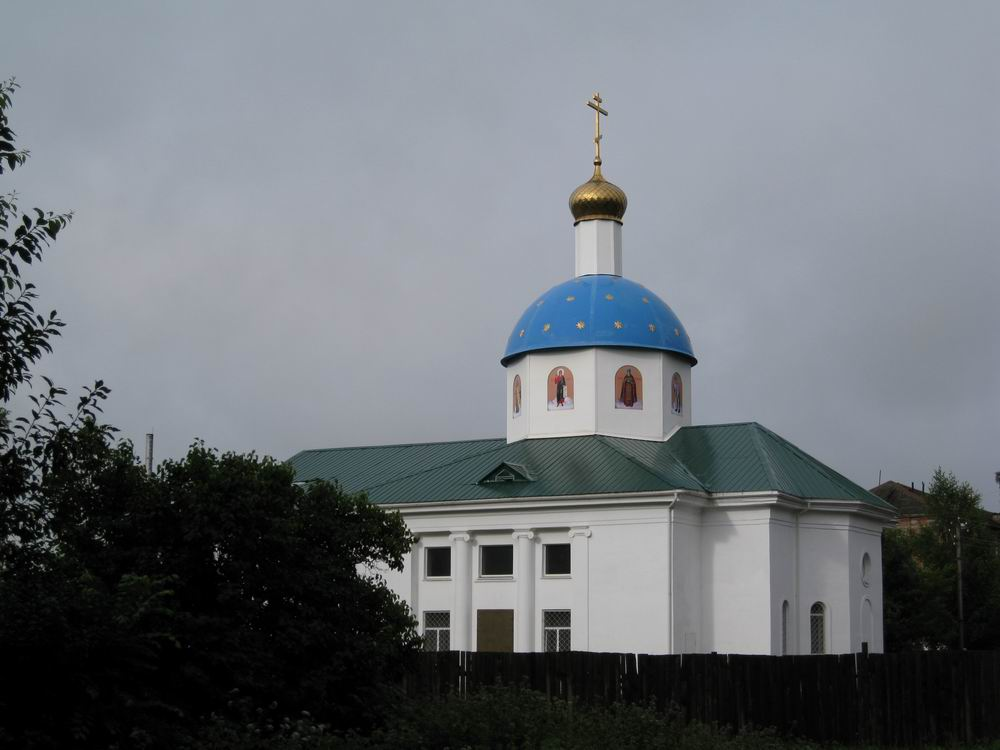
Kerk van Safonovo
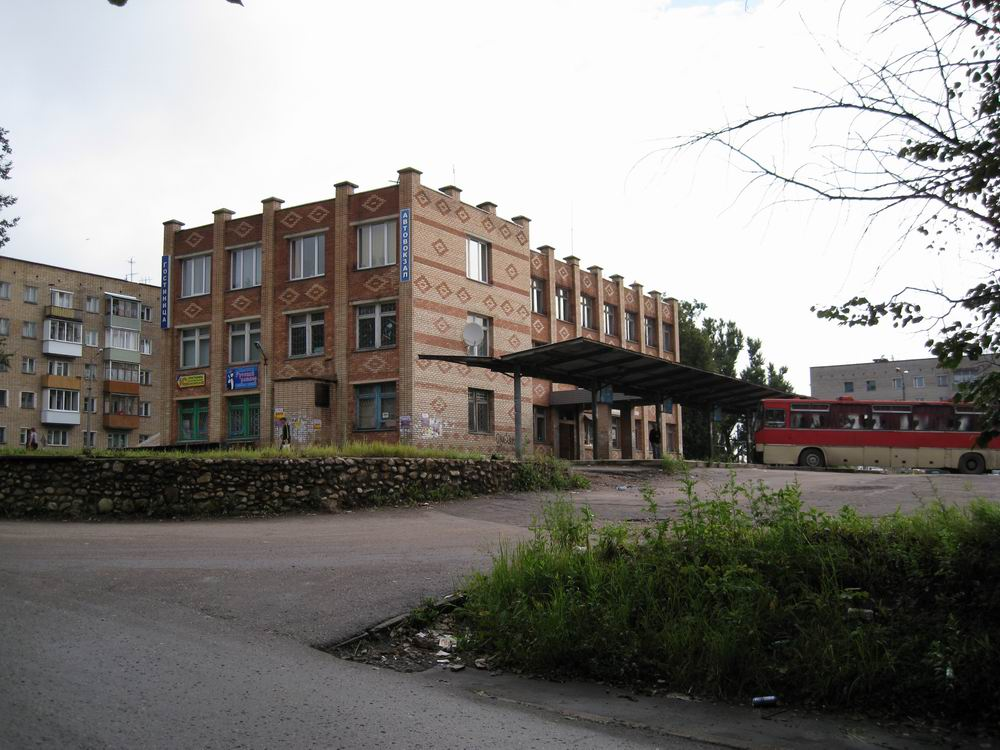
Busstation van Safonovo

Bestuurlijk centrum: Smolensk 

Demidov · Desnogorsk · Dorogoboezj · Doechovsjtsjina · Gagarin · Jartsevo · Jelnja · Potsjinok · Roslavl · Roednja · Safonovo · Sytsjovka · Velizj · Vjazma